# Transat (entreprise)
 (septembre 2016).
Si vous disposez d'ouvrages ou d'articles de référence ou si vous connaissez des sites web de qualité traitant du thème abordé ici, merci de compléter l'article en donnant les références utiles à sa vérifiabilité et en les liant à la section « Notes et références ».
Transat A.T. inc. est un groupe canadien regroupant diverses activités de tourisme et de voyages. Le groupe compte de nombreuses filiales couvrant trois secteurs que sont le transport aérien, les voyagistes et l'hôtellerie dans une moindre mesure.

## Histoire
Trafic Voyage fut créé dans le début des années 1980 par Jean-Marc Eustache, Lina De Cesare et Philippe Sureau initialement nommé Trafic Voyages, elle changera de nom à la suite de son association à la compagnie aérienne Air Transat. En 1987. La compagnie spécialiste dans les voyages du Québec à la France, deviendra Transat À.T. Inc. 
En 1987, le groupe est rebaptisé Transat et entre en bourse. La compagnie utilise ce processus pour s’associer à une compagnie aérienne fondé par des anciens pilotes de Québecair spécialement Yvon Lecavalier et Pierre Ménard, Air Transat, et embarque dans une série d'acquisitions afin de solidifier sa position en tant que voyagiste au Canada et en France, ainsi que pour développer de nouveaux marchés.
En mai 2021, Jean-Marc Eustache, président du groupe et cofondateur, annonce qu'il prendra sa retraite.

## Principales filiales
Transat A.T., de par ses unités d'affaires, est active dans ces cinq secteurs d'activité :
- Transport aérien
  - Air Transat
- Voyagistes expéditifs
  - Transat Tours Canada - Canada
    - Canadian Affair - Europe
    - Air Consultants France
- Distribution
  - Transat Distribution Canada
    - Voyages Transat - Canada
    - Club Voyages - Canada & Europe
    - Marlin Travel - Canada
    - Travel Plus - Canada
    - Voyages en Liberté - Canada
- Voyagistes réceptifs et à destination
  - Transat Holidays USA - USA
  - Trafic Tours - Mexico
  - Turissimo - République dominicaine
- Hôtels
  - Rancho Banderas All Suites Resort - Mexique

Transat a racheté les sociétés suivantes :
- Look Voyages racheté en 1996 (vendu au groupe TUI en 2016)
- Tourgreece en 2001(vendu au groupe TUI en 2016)
- Canadian Affair en 2006
- au Canada, les agences Thomas Cook AG en 2006
- Amplitude Internationale en 2007
- Tours Mont-Royal en 2012
- Handlex vendue en 2012 à Servisair (maintenant racheté par Swissport)

## Chiffres clés
- Salariés = 5 000 (au 31 octobre 2016)[4]
- Chiffre d'affaires = $ 2,89 milliards (31 octobre 2016)
- Bénéfice net = $ 41,7 millions (31 octobre 2016)[5]